# Clément Saint-Martin
Clément Saint-Martin (Saint-Eustache-la-Forêt, 16 augustus 1991) is een Frans wielrenner die in 2015 reed voor Team Marseille 13 KTM.

## Overwinningen
2014
Bergklassement Ronde van de Oise

## Ploegen
- 2013 –  La Pomme Marseille (stagiair vanaf 1-8)
- 2014 –  Team La Pomme Marseille 13
- 2015 –  Team Marseille 13 KTM

Blain · Di Grégorio · El Fares · Giraud · Konovalovas · Loubet · Paillot · Penven · Saint-Martin · Šiškevičius · Tarride · Laas (stagiair) · Vérardo (stagiair)